# Mollusc Pond
Mollusc Pond är en sjö i Antarktis. Den ligger i Östantarktis. Australien gör anspråk på området. Mollusc Pond ligger 9 meter över havet.